# Luang Namtha
Luang Namtha nebo M. Nalae (laosky: ມ. ນາແລ, ຫລວງນໍ້າທາ) je hlavní město stejnojmenné provincie v severním Laosu. Město leží na řece Tha a je největším městem v severozápadní části země, severně od Luang Prabangu. Je to známá turistická destinace a základna pro pěší cestování po okolních horských vesnicích. Ve městě se nachází například muzeum, turistické centrum a letiště.

## Doprava
V období dešťů je možné se do města dostat člunem po řece Mekong. Město je napojené na Dálnici 3 vedoucí na hraniční přechod Huay Xai/Chiang Khong. Letiště se nachází 6 kilometrů jižně od města.

## Galerie

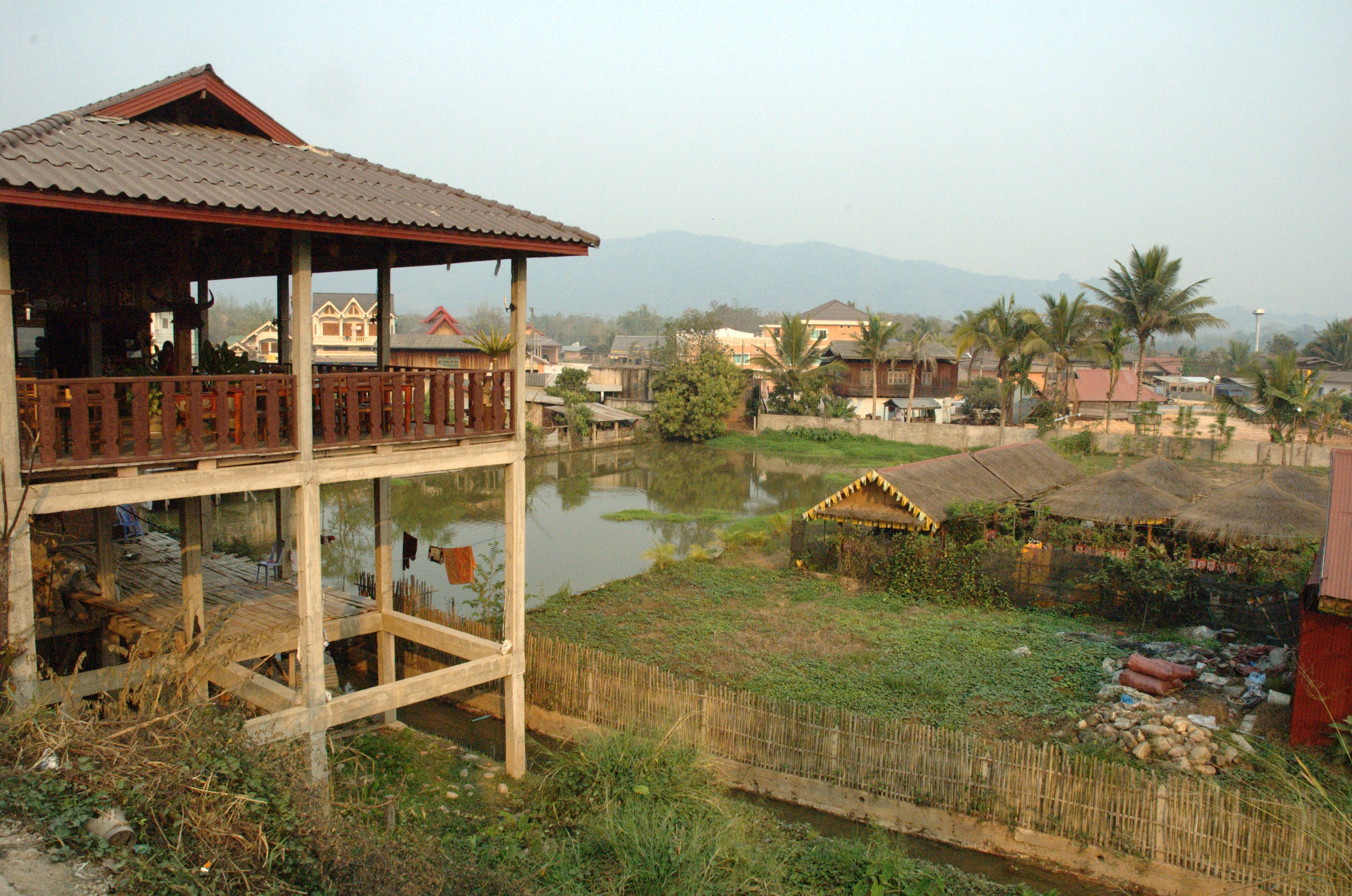
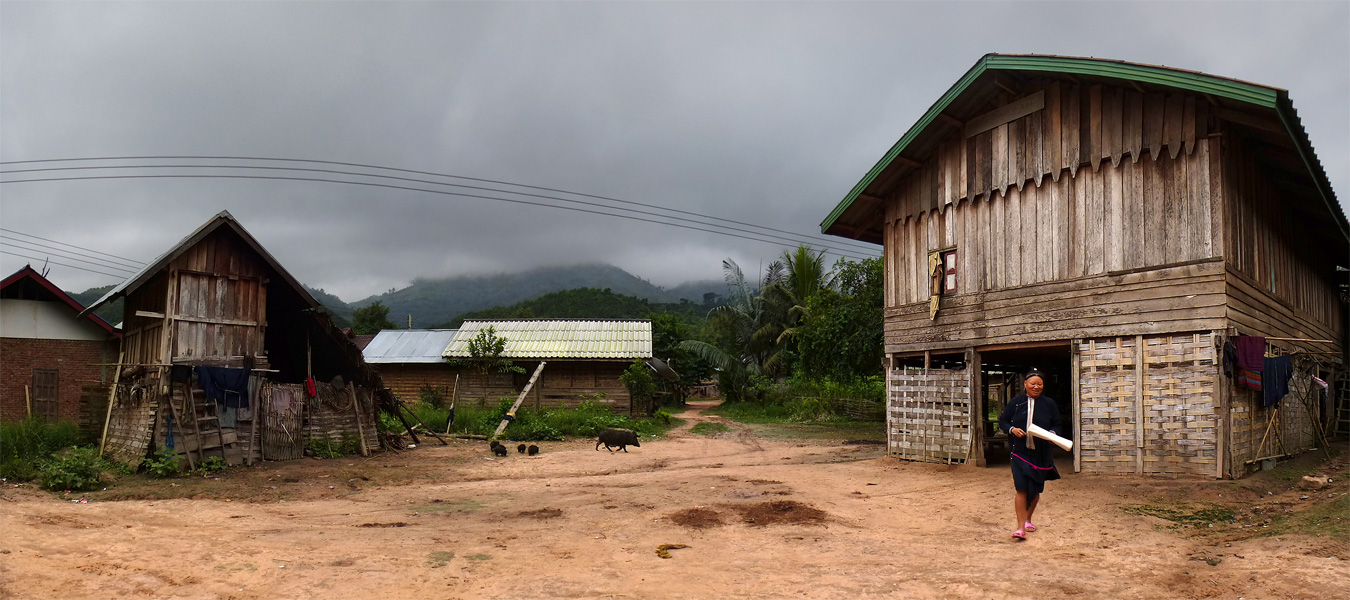
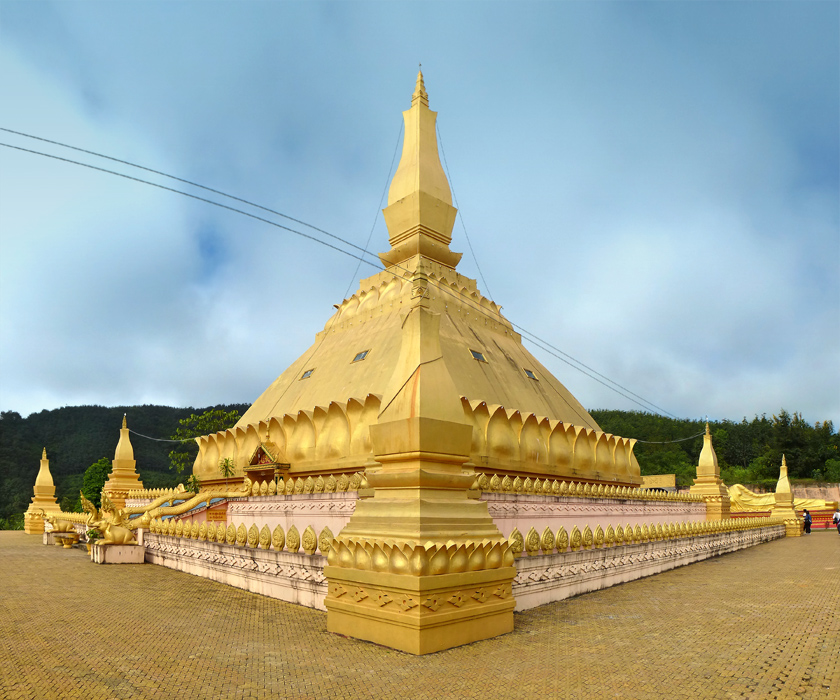
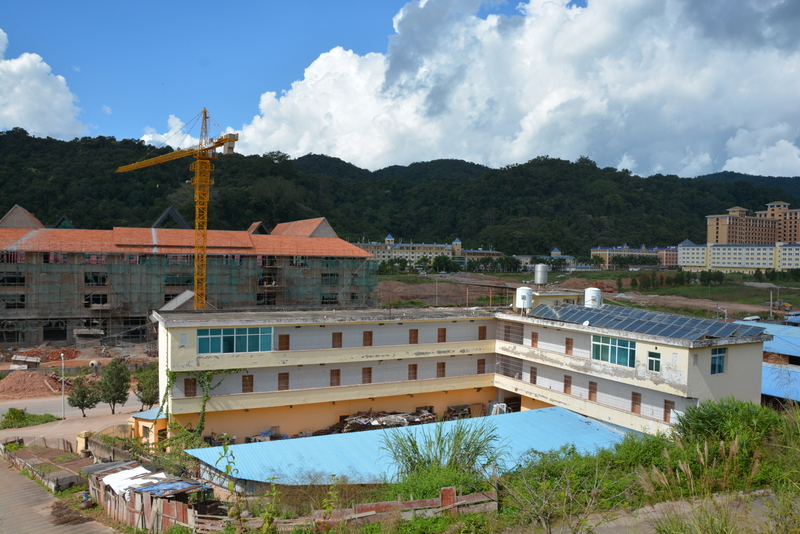
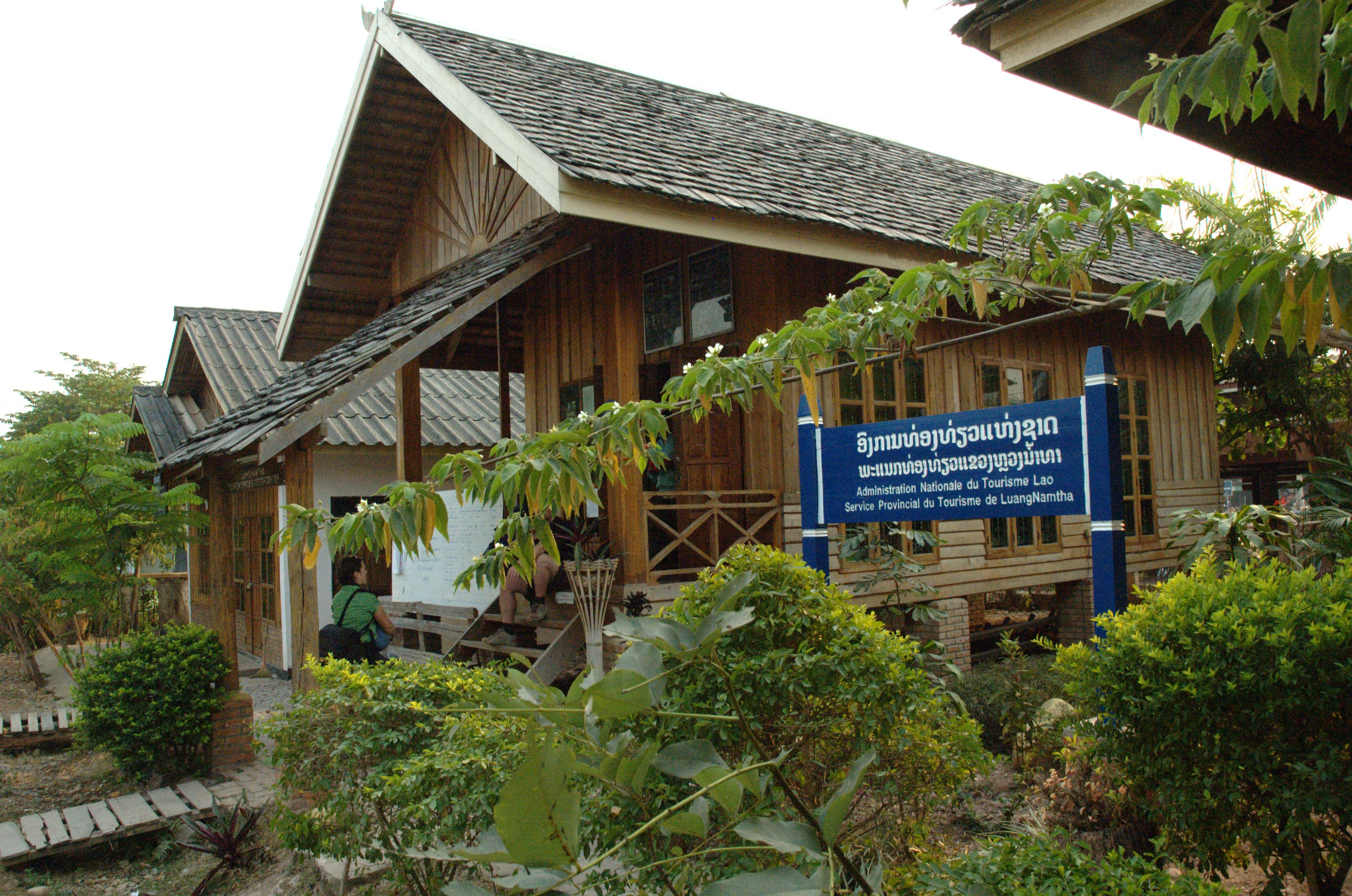
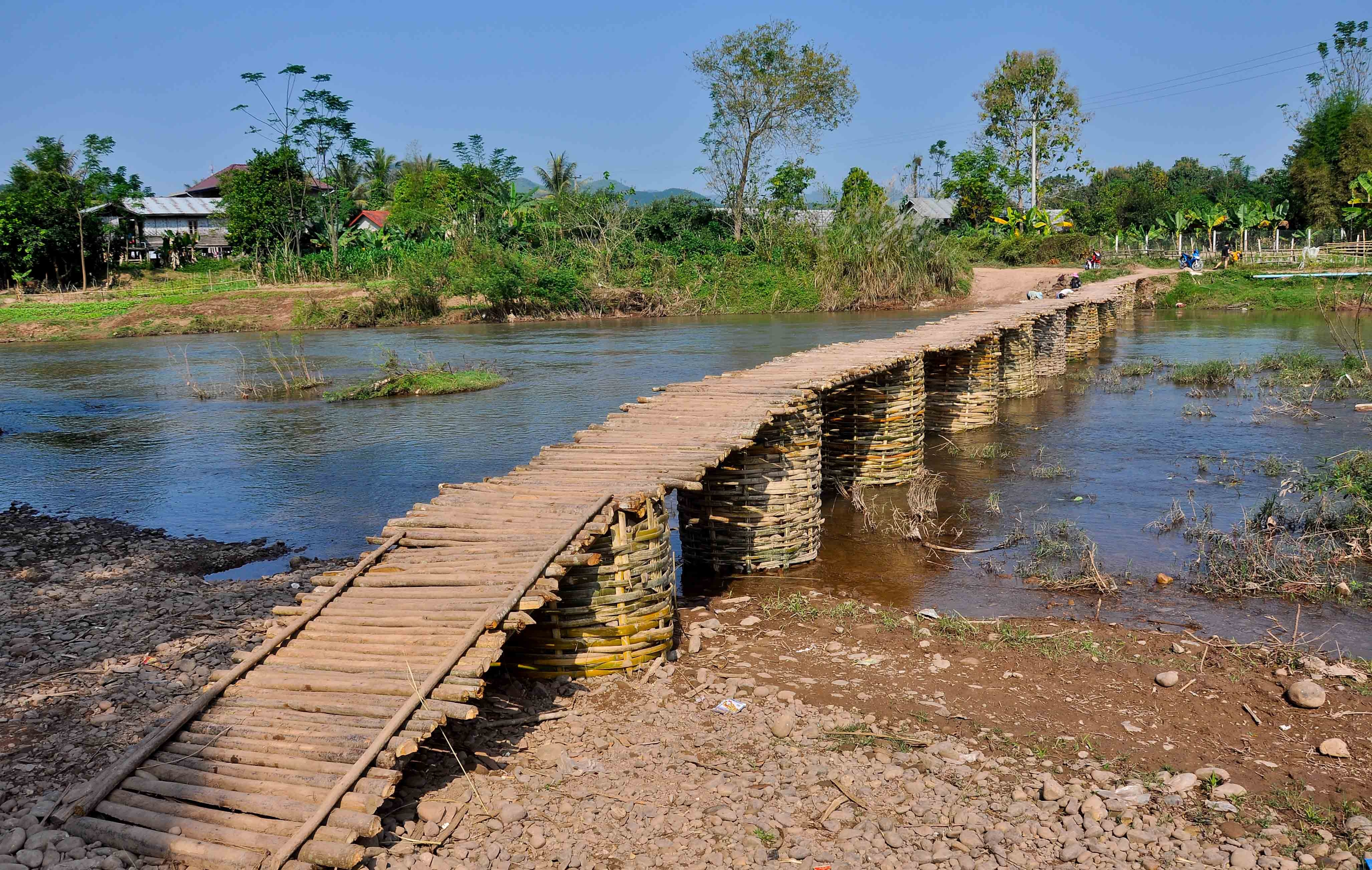
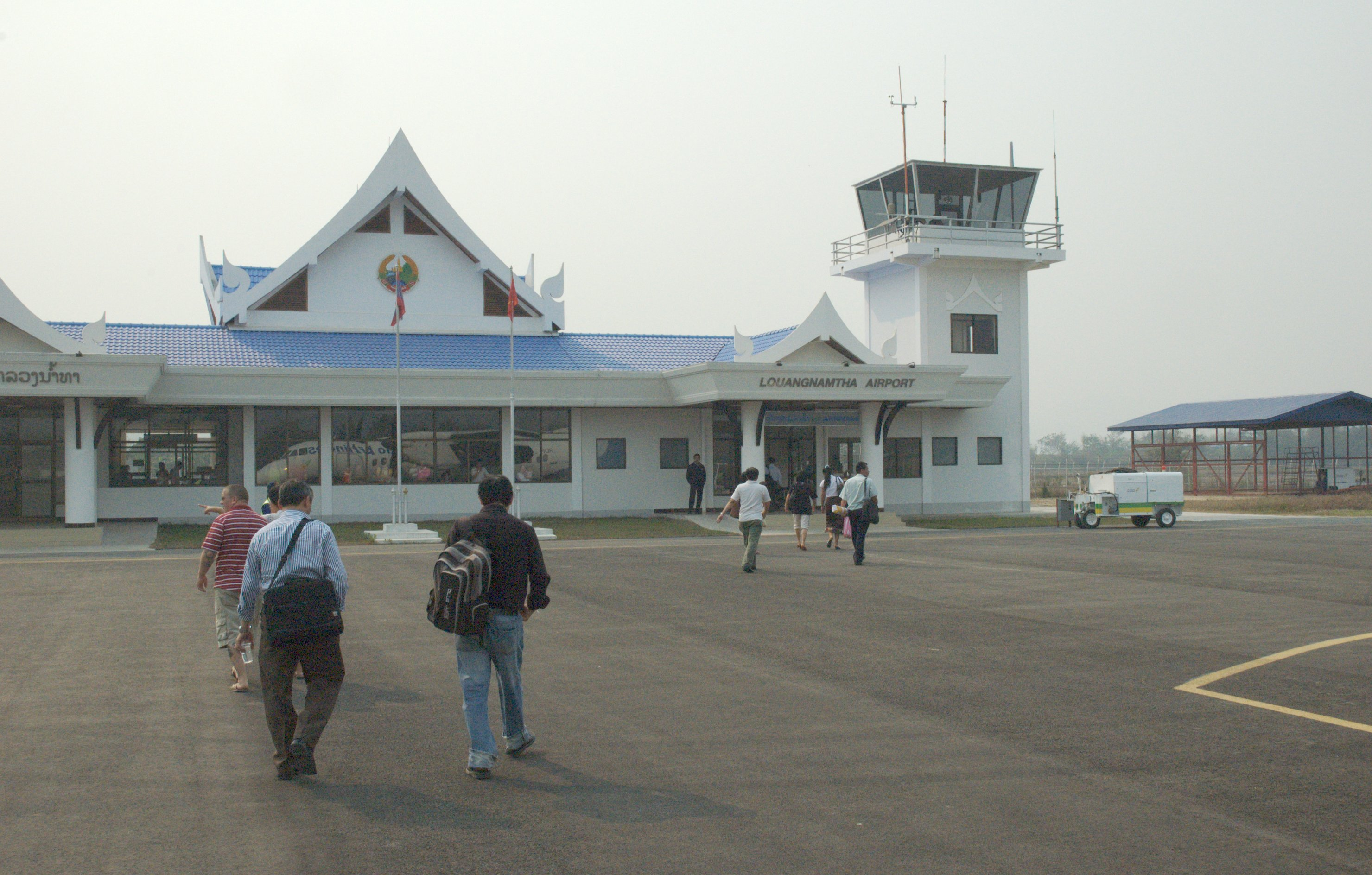
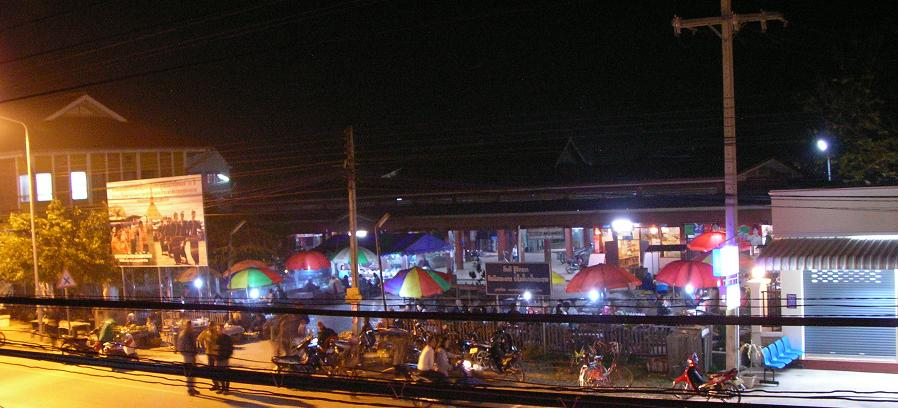